# 片知村
片知村（かたじむら）はかつて岐阜県武儀郡に存在した村である。
現在の美濃市片知に該当する。

## 歴史
- 1889年（明治22年）7月1日 - 町村制により、片知村が発足。
- 1897年（明治30年）4月1日 - 長瀬村、神洞村、蕨生村と合併し、下牧村が発足。同日片知村は廃止。